# Гришин (Киквидзенский район)
Гришин — посёлок в Киквидзенском районе Волгоградской области России, административный центр Гришинского сельского поселения.
Население — 916 (2010) человек.

## История
Посёлок образован в результате слияния хутора Гришин и посёлка центральной усадьбы совхоза имени Киквидза.
Хутор Гришин (первоначально известен как Шапоров, он же Шапиров) относился к юрту станицы Преображенской Хопёрского округа Области Войска Донского. Согласно Списку населенных мест Области войска Донского по переписи 1873 года на хуторе Шапоров проживали 64 мужчины и столько же женщин Согласно переписи населения 1897 года на хуторе Гришанском (он же Шапиров) проживали 164 мужчины и 172 женщины, из них грамотных: мужчин — 50 (30,5 %), грамотных женщин — 1 (0,6 %).
Согласно алфавитному списку населённых мест Области Войска Донского 1915 года земельный надел хутора Гришинского составлял 2209 десятин, здесь проживали 421 мужчина и 429 женщины, имелось хуторское правление.
С 1928 году хутор — в составе Преображенского района (в 1936 году переименован в Киквидзенский район) Хопёрского округа (упразднён в 1930 году) Нижне-Волжского края (с 1934 года — Сталинградский край, с 1936 года — Сталинградская область, с 1961 года — Волгоградская область). Хутор являлся центром Гришинского сельсовета.
Совхоз имени Киквидзе был образован в период коллективизации. По состоянию на 1936 год центральная усадьба совхоза относилась к Гришинскому сельсовету. В 1967 году центр Гришинского сельсовета был перенесён из хутора Гришин в посёлок Центральной усадьбы совхоза имени Киквидзе. В 1987 году решением исполнительного комитета Волгоградского областного Совета народных депутатов от 12 августа 1987 года № 19/368-п «Об изменении административно-территориального состава отдельных районов Волгоградской области» посёлок Центральная усадьба совхоза имени Киквидзе Гришинского сельсовета был исключён из учётных данных. С 1988 года центром сельсовета значится посёлок Гришин

## География
Хутор находится на юге Киквидзенского района в пределах Хопёрско-Бузулукской равнины, являющейся южным окончанием Окско-Донской низменности, в балке Гришина (левый приток реки Бузулук), на высоте около 110 метров над уровнем моря. Почвы — чернозёмы обыкновенные.
По автомобильным дорогам расстояние до областного центра города Волгоград составляет 310 км, до районного центра станицы Преображенской — 15 км.
Климат
Климат умеренный континентальный (согласно классификации климатов Кёппена — Dfb). Многолетняя норма осадков — 450 мм. В течение города количество выпадающих атмосферных осадков распределяется относительно равномерно: наибольшее количество осадков выпадает в июне — 52 мм, наименьшее в марте - 24 мм. Среднегодовая температура положительная и составляет + 6,7 °С, средняя температура самого холодного месяца января −9,3 °С, самого жаркого месяца июля +21,8 °С.
Часовой пояс
Гришин, как и вся Волгоградская область, находится в часовой зоне МСК (московское время). Смещение применяемого времени относительно UTC составляет +3:00.

## Население
Динамика численности населения по годам:
| 1873 | 1897 | 1915 | 1987 |
| ---- | ---- | ---- | ---- |
| 128  | 336  | 850  | ≈870 |

| 2010 |
| ---- |
| 916  |